# 安徽麝
安徽麝在1982年被歸為新物种，人们对它们了解很少。原本是原麝的一个亚种，因区别较大而独立，体形较大，毛色较浅，腿较长，由于了解少，接触少，是安徽大别山森林里的常见种。
現在安徽麝是林麝的同種異名。